# A film és... I–XIV.
A film és... I–XIV. 1994–95-ös, 14×50 perces magyar tv-sorozat.
Moldoványi Ferenc filmrendező és producer nagy sorozatot készített a filmnek. 13 részében interjúkat készít a filmtörténet híres rendezőiről (Costa-Gavras, Claude Chabrol, Szabó István, Jancsó Miklós, Francesco Rosi) és a híres színésznőkről (Claude Jade, Isabelle Huppert, Sandrine Bonnaire) és színészekről (Michel Piccoli, Balázsovits Lajos, Garas Dezső). A sorozat átfogó tisztelgés a mozi előtt.
- A mozi
- A fény
- A tér
- A hang
- Az idő̋ és az emlékezet
- Az álom
- A mese
- A nevetés
- A múlandóság és a halál
- A hős
- A vonat, a ló és az autó
- A város
- Az erotika
- A kép csodája (hommage a Lumière)

A sorozatban közreműködtek: Henri Alekan, Henri Colpi, Michel Piccoli, Claude Jade, Isabelle Huppert, Sandrine Bonnaire, Alain Robbe-Grillet, Costa-Gavras, Claude Chabrol, Vladimir Cosma, Michel Deville, Paul Mazursky, Zsigmond Vilmos, Mario Monicelli, Carlo Lizzani, Dino Risi, Lina Wertmüller, Ben Gazzara, Szabó István, Szabó László, Gazdag Gyula, Nádas Péter, Esterházy Péter, Makk Károly, Forgács Péter, Koltai Lajos, Balázsovits Lajos, Garas Dezső, Perczel Zita, Jancsó Miklós, Illés György, Jiří Menzel, Věra Chytilová, Agnès Varda, Ennio Morricone, Arthur Hiller, Francesco Rosi.

## Forrás
- A tv-sorozat fotógalériája